# Båsebergskogen
Båsebergskogen är ett naturreservat i Motala kommun i Östergötlands län.
Området är naturskyddat sedan 2011 och är 32 hektar stort. Reservatet omfattar höjder och en mindre våtmark väster om sjön Rättvisan som också ingår i reservatet. Reservatet består av barrblandskog med inslag av sumpskog. 